# Pfauenspinnen
Die Pfauenspinnen (Maratus) sind eine Spinnengattung aus der Familie der Springspinnen (Salticidae) und umfasst 70 Arten. (Stand: Dezember 2016)
Viele Arten stammen aus Australien. Maratus furvus ist in China verbreitet.

## Merkmale

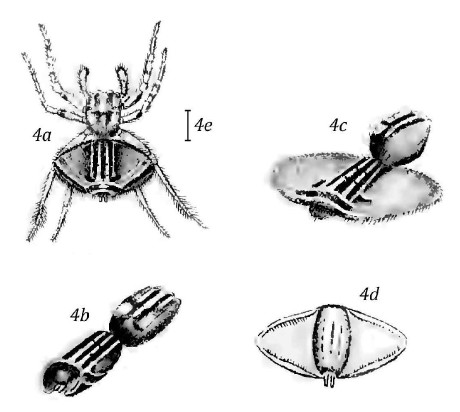
Schema von Maratus volans.
4b Opisthosoma mit angelegten Fächern.
4c Opisthosoma mit ausgebreiteten Fächern.

Für Pfauenspinnen ist das Aussehen und das Verhalten der Männchen typisch. Sie haben eine auffällig gezeichnete Platte auf dem Hinterleib (Opisthosoma) mit häufig zwei lateral gelegenen flügelartigen Fächern. Die Platten tragen eine bunte Musterung aus irisierenden Farben. Die seitlich gelegenen Fächer klappen sie während der Balz auf und richten den Hinterleib senkrecht in die Höhe. Das erinnert an das Verhalten und das Aussehen ausgewachsener Hähne der Pfauen, die ihre Schleppe auffächern, um die Weibchen in ähnlicher Art und Weise zu beeindrucken. Die Spinnen werden deshalb in Australien „Peacock Spiders“ genannt, woher sich der deutsche Name ableitet.
Bei der Art Maratus vespertilio dient das Hochheben des Opisthosomas nicht nur dazu, Weibchen auf sich aufmerksam zu machen, sondern auch der Interaktion konkurrierender Männchen. Für die Fähigkeit, das Opisthosoma in fast 90 Grad zu ihrer vertikalen Ausrichtung zu erheben, mussten sich evolutionär sehr lange und biegsame Pedicellen (Verbindungsstiele zwischen Opisthosoma und Prosoma) herausbilden.
Die taxonomische Unterscheidung dieser Gattung von nahe verwandten lässt sich anhand folgender Merkmale vornehmen: Das dritte Beinpaar ist das längste und gegenüber den anderen spezialisiert. Mit diesem Beinpaar werden Balzbewegungen („Winken“) durchgeführt. Bei verwandten Gattungen wie Jotus oder Prostheclina ist es hingegen das erste Beinpaar, das diese Funktion übernimmt und deshalb länger als die restlichen Beinpaare ausgebildet ist. Die Männchen der Gattung Saitis halten ihr Opisthosoma während der Balz nicht hoch. Im Gegensatz zur Gattung Hypoblemum haben die Pfauenspinnen eine dorsale gefärbte Platte mit häufig aufklappbaren Seitenfächern.
Die Weibchen sind meistens wenig auffällig gefärbt und sind kompakt gebaut. Sie haben eine Musterung mit weißen bis grauen oder hell- bis dunkelbraunen Abschnitten. Die Epigyne ist sehr einfach gebaut und besteht aus zwei runden Öffnungen. Darunter befinden sich zwei ovale Spermatheken. Die weiblichen, wie auch die männlichen Geschlechtsorgane (Bulben), unterscheiden sich nur wenig zwischen den verschiedenen Pfauenspinnenarten.
Die Tiere sind durchschnittlich 4 bis 6 Millimeter lang. Maratus sarahae ist die größte bisher beschriebene Art, bei der Exemplare bis zu 7,5 Millimeter lang werden können. Die Weibchen und die Männchen werden pro Art etwa gleich lang.

## Verhalten
Die Männchen tänzeln während der Balz in etwa dem gleichen Abstand zum Weibchen nach links und nach rechts und beobachten die Reaktion der möglichen Partnerin. Während des Tanzes streckt das Männchen sein Hinterteil in die Höhe und schwenkt es sehr schnell nach links und rechts. Das dritte Beinpaar hält es ebenso in die Höhe und senkt es langsam nach unten (Winkbewegung). Das Absenken erfolgt stufenweise und wird jeweils mit einer sehr schnellen Vibration des Beines unterbrochen.

## Systematik
Einige Arten können aufgrund von kladistischen Untersuchungen in folgende Gruppen eingeteilt werden. Die ehemalige Gattung Lycidas wurde 2012 von Jürgen C. Otto und David E. Hill mit den Pfauenspinnen synonymisiert, und damit kamen 15 Arten dazu. Es ist nicht klar, ob sämtliche Arten auch in dieser Gattung verbleiben. 15 weitere Arten sind nicht in Gruppen eingeteilt. Der World Spider Catalog listet mittlerweile 70 Arten für die Gattung.

### Calcitrans-Gruppe
Zu der Calcitrans-Gruppe gehören die fünf Arten:
- Maratus calcitrans Otto & Hill, 2012
- Maratus digitatus Otto & Hill, 2012
- Maratus plumosus Otto & Hill, 2013
- Maratus jactatus Otto & Hill, 2015
- Maratus sceletus Otto & Hill, 2015

### Mungaich-Gruppe
Zu der Mungaich-Gruppe gehören folgende sechs Arten:
- Maratus avibus Otto & Hill, 2014
- Maratus caeruleus Waldock, 2013
- Maratus karrie Waldock, 2013
- Maratus melindae Waldock, 2013
- Maratus mungaich Waldock, 1995
- Maratus sarahae Waldock, 2013

### Pavonis-Gruppe
Zu der Pavonis-Gruppe gehören drei Arten:
- Maratus pavonis (Dunn, 1947)
- Maratus splendens (Rainbow, 1896)
- Maratus watagansi Otto & Hill, 2013

### Volans-Gruppe
Bei dieser Gruppe haben die Männchen folgendes gemeinsam: Sie haben markante gelbe Streifen auf den Seitenfächern. Sie tragen einen Saum aus weißen Haaren um die gesamte Platte des Hinterleibes. Die Borsten, die Farbe und Musterung der Beinbehaarung inklusive des dritten Laufbeinpaares sind identisch. Ebenso sehen die Struktur, Position und Färbung der Pedipalpen gleich aus.
Der Volans-Gruppe gehören zwei Arten an:
- Maratus pardus Otto & Hill, 2014
- Maratus volans (O. P.-Cambridge, 1874)